# Amyema maidenii
Amyema maidenii é uma espécie de planta pertencente ao género Amyema, uma planta hemiparasita epifítica da família Loranthaceae nativa da Austrália e encontrada em toda a Austrália no interior (mas não em Victoria nem na Tasmânia).

## Descrição
A sua inflorescência é composta por duas tríades opostas, com todas as flores sendo sésseis.

## Ecologia
A. maidenii é encontrada em Acacias.